# 第28屆傳藝金曲獎
第28屆傳藝金曲獎由國立傳統藝術中心主辦。參賽作品限2016年以臺灣為首次發表地之作品。

## 播放平台
| 频道           | 所在地 | 播出日期      | 播出时间      | 备注     |
| -------------- | ------ | ------------- | ------------- | -------- |
| 華視教育文化台 | 臺灣   | 2017年8月27日 | 18:00 - 21:00 | 錄影轉播 |

## 報名資格與統計
本屆自2017年1月1日至3月1日受理報名，凡於2016年首次發行的傳統暨藝術音樂專輯以及正式的戲曲公開展演均可參賽；特別獎推薦時間至2017年5月15日止。

### 評審團
總召集人：劉榮義
戲曲表演類：邱坤良

## 入圍暨得獎名單
| 以表示得獎者 |

## 外部連結
- 第28屆傳藝金曲獎官網 （页面存档备份，存于）